# Red River (film)
Red River är en amerikansk westernfilm från 1948 regisserad och producerad av Howard Hawks. Huvudrollsinnehavare är John Wayne och Montgomery Clift som gjorde sin första filmroll. Filmen nominerades till två Oscars, Christian Nyby för bästa klippning och Borden Chase för bästa berättelse. Red River valdes in i National Film Registry 1990. American Film Institute listade filmen på femte plats när de år 2008 valde de 10 bästa westernfilmerna.

## Handling
Efter slutet på amerikanska inbördeskriget tvingar den dåliga ekonimin i sydstaterna ranchägaren Thomas Dunson och hans adoptivson Matt Garth att driva sin boskapshjord från Texas till Missouri. Under färden får de veta att järnvägen nått Abilene, som är närmare än Missouri, men Dunson tror inte på uppgifterna och vägrar ändra rutten. Dunsons hårda ledarstil och de dåliga förhållandena gör att manskapet gör myteri. Dunson blir skjuten i handen och Matt Garth tar över och leder hjorden mot Abilene. Dunson rider mot närmaste stad och anlitar en grupp män för att ta tillbaka sin boskap.

## Medverkande
| John Wayne       | – Thomas Dunson  |
| Montgomery Clift | – Matt Garth     |
| Joanne Dru       | – Tess Millay    |
| Walter Brennan   | – Nadine Groot   |
| Coleen Gray      | – Fen            |
| Harry Carey      | – Mr. Melville   |
| John Ireland     | – Cherry Valance |
| Noah Beery Jr.   | – Buster McGee   |
| Harry Carey Jr.  | – Dan Latimer    |
| Chief Yowlachie  | – Quo            |
| Paul Fix         | – Teeler Yacey   |
| Hank Worden      | – Simms Reeves   |
| Mickey Kuhn      | – Matt som pojke |
| Ray Hyke         | – Walt Jergens   |
| Hal Taliaferro   | – Old Leather    |